# Skit
Skit (iz koptskega ϣⲓ(ϩ)ⲏⲧ preko grškega starogrško σκήτη, skiti) je meniška skupnost v vzhodnem krščanstvu, ki omogoča relativno izolacijo menihov, vendar dopušča komunalne storitve, skupne vire in zaščito. Skiti so ob eremitih, lavritih in kenobitih ena od štirih vrst zgodnjih samostanskih redov, ki so postali priljubljeni v zgodnjem obdobju razvoja krščanske Cerkve.
Skitske skupnosti imajo običajno več majhnih celic ali votlin, ki skužijo za bivanje, in osrednjo cerkev ali kapelo. Skupnosti se pogost štejejo za nekakšen most med strogo puščavniškim in posvetnim življenjskim slogom, ker so zmes obeh. Na drugi strani so tudi most do strožjih oblik meništva, kakršni sta puščavništvo in mučeništvo. Skupnosti so bile neposreden odziv na asketsko življenje, karkršno naj bi živeli zgodnji kristjani.

## Ime
Izraz skit izhaja verjetno iz imena doline Sketis (Vadi El Natrun) v Egiptu, kjer so nastale prve skitske skupnosti. Nekaj znanstvenikov trdi, da je izraz skit stilizirano črkovanje besede asket.